# Edwardsia danica
Edwardsia danica is een zeeanemonensoort uit de familie Edwardsiidae.
Edwardsia danica is voor het eerst wetenschappelijk beschreven door Carlgren in 1921.